# エストニア軍士官学校

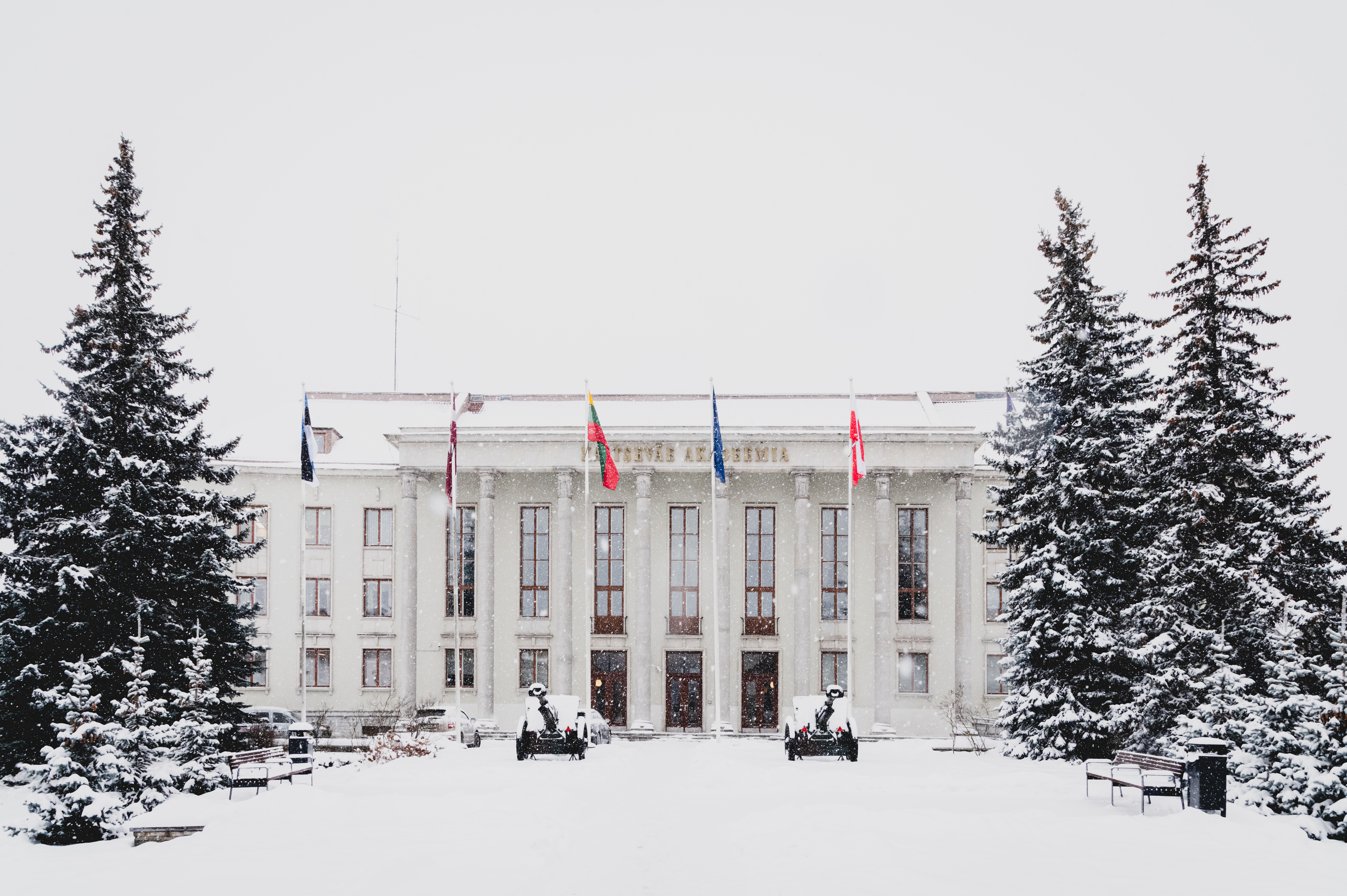
エストニア軍士官学校

エストニア軍士官学校（えすとにあぐんしかんがっこう、エストニア語：Kaitseväe Akadeemia）は、タルトゥに所在するエストニア軍の士官学校。エストニア軍とエストニア防衛連盟、その他の軍事機関に所属する将校を訓練・教育する。教育プログラムは軍事と民間のバランスをとっている。教職員はエストニアの大学から集まった学術コミュニティのメンバーによって支えられている。